# イリヤ・イワノフ
イリヤ・イワノビッチ・イワノフ (ロシア語: Илья́ Ива́нович Ивано́в, 英語: Ilya Ivanovich Ivanov、1870年7月20日 – 1932年3月20日)は、ロシア・ソ連の生物学者、畜産学者。人工授精、種間交雑の専門家であり、メスのチンパンジーに人間 (ヒト)の精子を注入し、人間と猿のハイブリッド (ヒューマンジー Humanzee)を誕生させようとした実験を行ったことで知られる。しかし、実験は成功せず、人間と猿のハイブリッドは誕生しなかった。

## 生涯
ロシアのShchigryで生まれた。ハルキウ大学を卒業後、1907年に教授に就任し、アスカニア・ノヴァ自然保護区、国立獣医学研究所、家畜繁殖実験中央研究所、モスクワ高等畜産学動物工学研究所などの研究員として働いた。
イリヤ・イワノフはウマの人工授精技術の革新に成功した。通常の馬の自然受精では1頭の種牡馬から20～30頭の牝馬が受精されるが、イワノフの実験で最大500 頭の牝馬の受精に成功した。この成功により、世界各地から飼育者が訪れた。
スターリン時代のソ連の科学界で政治的な大変動が起こり、イワノフと霊長類の研究者は職を失った。イワノフは獣医学研究所で政治的な批判にさらされ、1930年12月13日に逮捕され、カザフスタンのアルマ・アタへの5年間の流刑を宣告され、1932年3月20日に脳卒中で亡くなるまで、カザフスタン獣医動物学研究所で働いた。著名な生理学者イワン・パブロフが彼の死亡記事を書いた。

## 人間と猿のハイブリッド実験
イワノフの研究の中で最も物議を醸したのは、人間と猿のハイブリッドを作ろうとした試みだった。
1910年にオーストリアのグラーツで開催された国際動物学会議で、人工授精によって人間と猿のハイブリッドが誕生する可能性についてプレゼンテーションを行った。
1920年代、イワノフはフランス領ギニアで人間と猿のハイブリッドを作るための交雑実験を行い、3匹のメスのチンパンジーに人間の精子を注入したが、妊娠しなかった。1929年、ソ連に戻った後、猿の精子と人間のボランティアを対象とする一連の実験を計画したが、実験動物のオランウータンが死んだことで遅れた。
翌年、彼はソビエト政府から政治的批判を受け、カザフ・ソビエト社会主義共和国への追放を宣告された。カザフ獣医動物技術研究所(Kazakh Veterinary-Zootechnical Institute)で働き、2年後に脳卒中で死んだ。

## 関連実験
種間雑種キャマのデータでは、雄のラクダと雌のグアナコ(ラマ属)との交配の場合、受精が妊娠にいたる確率は約1/6だった。
1967年に中華人民共和国でも人間とチンパンジーの交配実験が行われた。 瀋陽市の病院長ジ・ヨンシャンがチンパンジーのメスを人間の精子で妊娠させる1967年の実験に参加していたと1981年に報告された。その実験は文化大革命によって中断し、責任者だった科学者は農場に送られ強制労働に従事させられ、妊娠3か月のチンパンジーは放置されて死んだ。中国科学院遺伝学研究局のリ・グオンも、そのような実験を行っていたが中断してしまったが実験再開の計画もあると述べている。

## 関連作品
- ドミートリイ・ショスタコーヴィチのオペラ「オランゴ」（台本：アレクセイ・ニコラエヴィッチ・トルストイとアレクサンドル・スタルチャコフ)では、医学実験によって人間と猿のハイブリッドが生まれることが描かれるが、これはイワノフの実験を念頭においたものだった[10]。手稿は紛失していたが、2004年にロシアの音楽学者オルガ・ディゴンスカヤによってモスクワのグリンカ中央音楽博物館で発見された。ジェラルド・マクバーニーによって編曲され、2011年12月2日にカリフォルニア州ロサンゼルスでエサ＝ペッカ・サロネン指揮、ピーター・セラーズ演出でロサンジェルス・フィルハーモニックによって初演された[10][11]。
- Dark Matters: Twisted But True - 2011年のテレビシリーズで、「Ape-Man Arm （猿人間軍)」が登場し、イワノフの実験が背景にある。
- 犬の心臓 - ミハイル・ブルガーコフの小説